# Ericeia congressa
Ericeia congressa là một loài bướm đêm trong họ Erebidae.